# 捷普列 (哈佳奇區)
50°19′16″N 34°11′17″E / 50.32111°N 34.18806°E
捷普列（烏克蘭語：Тепле），是烏克蘭中部的村莊，隸屬波爾塔瓦州的米爾霍羅德區。該村處於韋普里克河畔，距離韋普里克3.5公里，始建於1923年，面積4.204平方公里，海拔高度119米，2001年人口506。